# Colônias Centrais
```
   |-
       |
Erro:
:  
valor não especificado para "
nome_comum
"
```

As Colônias Centrais da América Britânica, foram exploradas por Henry Hudson para a Companhia Holandesa das Índias Orientais em 1609, navegando pelo rio Hudson e ao longo da baía de Delaware. Os holandeses exploraram e mapearam a área em várias viagens entre 1610 e 1616; os primeiros assentamentos holandeses foram construídos em 1613 e o nome Nova Holanda apareceu nos mapas a partir de 1614. Com financiamento sueco, o terceiro governador da Nova Holanda mais tarde fundou a colônia da Nova Suécia na região ao redor da baía de Delaware em 1638. Esta área foi recuperada pelos holandeses em 1655.
Em outubro de 1664, como prelúdio da Segunda Guerra Anglo-Holandesa, os ingleses conquistaram essas terras dos holandeses. Embora a guerra tenha terminado com uma vitória holandesa em 1667, os ingleses mantiveram a Nova Holanda e a rebatizaram como New York, em homenagem ao irmão do rei inglês, o Duque de York, que foi um dos instigadores da guerra para obter ganhos pessoais e comandou o ataque à Nova Holanda. Em 1673, os holandeses retomaram a área, mas a abandonaram de acordo com o Tratado de Westminster (1674), encerrando a Terceira Guerra Anglo-Holandesa no ano seguinte. Vermont foi disputado entre as colônias de Nova Iorque e New Hampshire. De 1777 a 1791 existiu uma República de Vermont independente.